# Communauté de communes du Val de Meuse et de la Vallée de la Dieue
La communauté de communes du Val de Meuse et de la Vallée de la Dieue est une ancienne communauté de communes française, située dans le département de la Meuse et la région Grand Est.

## Histoire
La communauté, dont le siège social est à Dieue-sur-Meuse, a été créée le 1er janvier 2004.
La commune de Belleray a émis le souhait de quitter la communauté de communes du Val de Meuse et de la Vallée de la Dieue pour rejoindre celle de Verdun. La demande a été approuvée par le conseil communautaire le 10 avril 2014. Le 1er janvier 2015, elle rejoint la nouvelle communauté d'agglomération du Grand Verdun issue de la fusion des communautés de communes de Charny-sur-Meuse et de Verdun,.
Elle est dissoute le 31 décembre 2016 pour former la communauté de communes Val de Meuse - Voie Sacrée avec la communauté de communes Meuse-Voie sacrée.

## Composition
La communauté de communes regroupait 8, communes, représentant 4 965 habitants en 2012.
| Nom                     | Code Insee | Gentilé      | Superficie (km2) | Population (dernière pop. légale) | Densité (hab./km2) |
| ----------------------- | ---------- | ------------ | ---------------- | --------------------------------- | ------------------ |
| Dieue-sur-Meuse (siège) | 55154      | Diois        | 15,78            | 1 399 (2014)                      | 89                 |
| Ambly-sur-Meuse         | 55007      |              | 6,34             | 252 (2014)                        | 40                 |
| Belleray                | 55042      |              | 5,10             | 475 (2014)                        | 93                 |
| Belrupt-en-Verdunois    | 55045      |              | 9,40             | 582 (2014)                        | 62                 |
| Dugny-sur-Meuse         | 55166      |              | 19,25            | 1 273 (2014)                      | 66                 |
| Génicourt-sur-Meuse     | 55204      | Génicourtois | 7,99             | 274 (2014)                        | 34                 |
| Rupt-en-Woëvre          | 55449      |              | 17,05            | 298 (2014)                        | 17                 |
| Sommedieue              | 55492      | Sommediois   | 33,63            | 941 (2014)                        | 28                 |

## Administration

### Présidents
| Période       | Période       | Identité           | Étiquette | Qualité                                                                           |
| ------------- | ------------- | ------------------ | --------- | --------------------------------------------------------------------------------- |
|               | 10 avril 2014 | Guy Navel          | DVG       | Conseiller municipal de Sommedieue Conseiller général de Verdun-Est (depuis 1994) |
| 10 avril 2014 | En cours      | Jean-Claude Dumont | DVD       | Maire de Dieue-sur-Meuse (depuis 2008)                                            |